# Yun Chi-young
Yun Chi-young (coreano : 윤치영, Hanja : 尹致暎) (10 de fevereiro de 1898 - 8 de fevereiro de 1996) foi um ativista pela independência, político e diplomata da Coreia do Sul. Foi prefeito do município de Seul de 1963 a 1966. Antes fora ministro do Interior da Coreia do Sul (1948), segundo embaixador da República da Coreia na França (de 1950 a 1951).